# Une Femme En Prison
"Une Femme En Prison" - singel francuskiego rapera z gościnnym występem amerykańskiej piosenkarki R&B Kelly Rowland. Utwór pochodzi z albumu 4ème Round (z 2003 roku). Twórcami piosenki są Djam L, Maleko i Stomy Bugsy.